# SimilarWeb
Similarweb（シミラーウェブ）世界中の大手企業に市場分析データ、Web解析データ、データマイニング、ビジネスインテリジェンスサービスを提供している。 
Similarweb PROと呼ばれるプラットフォームを通じて、収集、測定、分析、顧客エンゲージメントの統計を用いたビッグデータ技術を、Webサイトやアプリ分析のために提供している。

## 会社沿革
2007年にOr Offer（以下オア・オファー）がガレージで会社を創業。
2009年3月3日、イスラエルのテルアビブにおいて、オア・オファーはNir Cohen(ニール・コーエン)とSimilarweb Ltd.を設立した。その後同社は英国ロンドンに本社を移した。
2010年5月31日にはヨッシ・ヴァルディ、ドクターインターナショナル・マネジメント、リロン・ローズとオマール・カプランらの投資家が率いるシリーズAラウンドで110万ドルを調達した。
2013年1月29日にSimilarweb Ltd.は、デビッド・アライアンス、モシェ・リヒトマン、既存の投資家ドクターインターナショナル・マネジメントが率いるシリーズBラウンドにおいて250万ドルを調達し、同年9月24日には追加の350万ドルの増資を調達し、そのラウンドを閉じた。
2014年2月24日には、南アフリカの巨大メディアNaspersが、シリーズCラウンドでSimilarweb Ltd.に1800万ドルを投資した。また、Similarweb Ltd.はNaspersによる投資を受けた1ヶ月以内にその資本金の一部を使用して、設立されてから1年以内の資本金数百万ドルのスタートアップTapDogを買収した。
Similarwebの最も注目すべきクライアントには、Airbnb、eBay、PayPal、Flipkart、アディダスなどが含まれている。 
2014年7月16日日本法人は株式会社ギャプライズを再販パートナーとし、Similarweb PROの日本版を提供開始。グローバル企業として現在、米国や欧州、アジアを含め、10拠点を構える。
2021年5月12日付けにてニューヨーク株式市場(NYSE)に上場。同年10月より直販体制に変更。
2021年10月、インベスター・インテリジェンス・スイートが評価され、ヘッジウィーク・アメリカズ・アワード2021で「ベスト・オルタナティブ・データ・プロバイダー」を受賞した。

## テクノロジー
2013年6月にSimilarwebは、Similarweb PRO、無料で一般用のSimilarwebの新バージョンをリリースした。さらに、Similarwebは、API形式でそのデータを提供している。

## 日本法人
Similarweb Japan（シミラーウェブ ジャパン）株式会社は、2013年にイスラエルでオア・オファー によって設立されたSimilarweb Ltd.の日本法人。東京都千代田区大手町（大手町ビル）にオフィスを設けている。